# Carl Happel
Carl Happel (* 2. August 1819 in Heidelberg; † 7. März 1914 in Stuttgart) war ein deutscher Porträt-, Genre- und Landschaftsmaler sowie Illustrator und Plakatkünstler.

## Leben

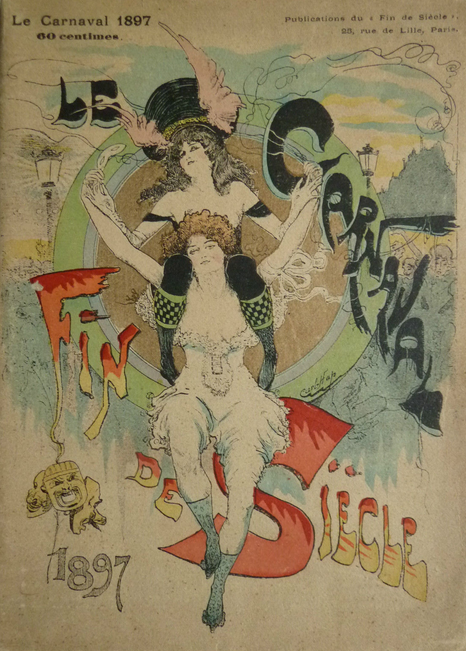
La Carnaval, Fin de Siècle, 1897

Happel begann 1839 als Schüler des Historienmalers Jakob Götzenberger in Mannheim. Ab 1843 war er in Mainz und Frankfurt a. M., zwischen 1847 und 1850 in Paris. Dort lernte er als Schüler im Atelier von Charles Gleyre. 1847 und 1849 erfolgten Reisen nach Le Havre, 1849 eine Teilnahme am Pariser Salon. Auch bereiste er Düsseldorf. Von 1851 bis 1856 lebte er in München, wo er sich mit Carl Spitzweg anfreundete. 1856 und 1857 nahm er an den Ausstellungen des Regensburger und des Münchner Kunstvereins teil. Von 1860 bis 1867 war er in den USA, vor allem in New York und Baltimore, anschließend ging er nach München. 1869/1870 war er Mitglied des Deutschen Künstlervereins in Rom. Spätestens ab den 1890er Jahren fertigte er Plakat- und Zeitschriftenillustrationen an, die er mit „Carl Hap.“ signiert. Ab 1900 wohnte Happel in Stuttgart.

## Werke
- Brustbild eines Mannes, Bleistift, Kohle/Papier, 60,3 × 48 cm, Heidelberg, Kurpfälzisches Museum, Inv. Nr. Z945 (rückseitig biographische Notizen von Karl Lohmeyer, vgl. Kat. Heidelberg 1976, S. 48. Anm. 7)
- Araber in der Wüste, Ölskizze, Heidelberg, Kurpfälzisches Museum, Inv. Nr. G 1347 (vgl., ebd.)
- Hügel mit Häusern und Gärten bei Paris, 1847, Öl/Lw, 17,2 × 20,6 cm, Heidelberg, Kurpfälzisches Museum, Inv. Nr. G 1591 (Abb. in: Kat. Heidelberg 1976, Abb. 17)